# Andrej Jež
Andrej Jež, slovenski alpinist, * 10. avgust 1994, Slovenj Gradec.
Jež se je s plezanjem začel ukvarjati pri 10ih letih, z alpinizmom pa 16ih. Trenutno je aktivni član Gorske reševalne zveze Koroška in predsednik AK Črna na Koroškem. Med leti 2016 - 2019 je bil član mladinske alpinistične reprezentance SMAR.